# Nos amis les Terriens, petit guide de découverte
 (avril 2023).
Si vous disposez d'ouvrages ou d'articles de référence ou si vous connaissez des sites web de qualité traitant du thème abordé ici, merci de compléter l'article en donnant les références utiles à sa vérifiabilité et en les liant à la section « Notes et références ».
Nos amis les Terriens, petit guide de découverte est un livre de Bernard Werber et Boris Cyrulnik que l'on peut définir comme un album, puisqu'il reprend et approfondit le film de Bernard Werber Nos amis les Terriens (2007) produit par Claude Lelouch. Il est donc presque intégralement illustré. Chaque double page correspond à un thème exploité dans le film, en suivant leur ordre d'apparition. Le suivi de l'histoire s'achève par un entretien de Bernard Werber et Boris Cyrulnik à ce sujet.